# 顺德欢乐海岸站
顺德欢乐海岸站是佛山地铁3号线的一个车站，位于中国广东省佛山市顺德区大良街道环湖路中。

## 车站结构

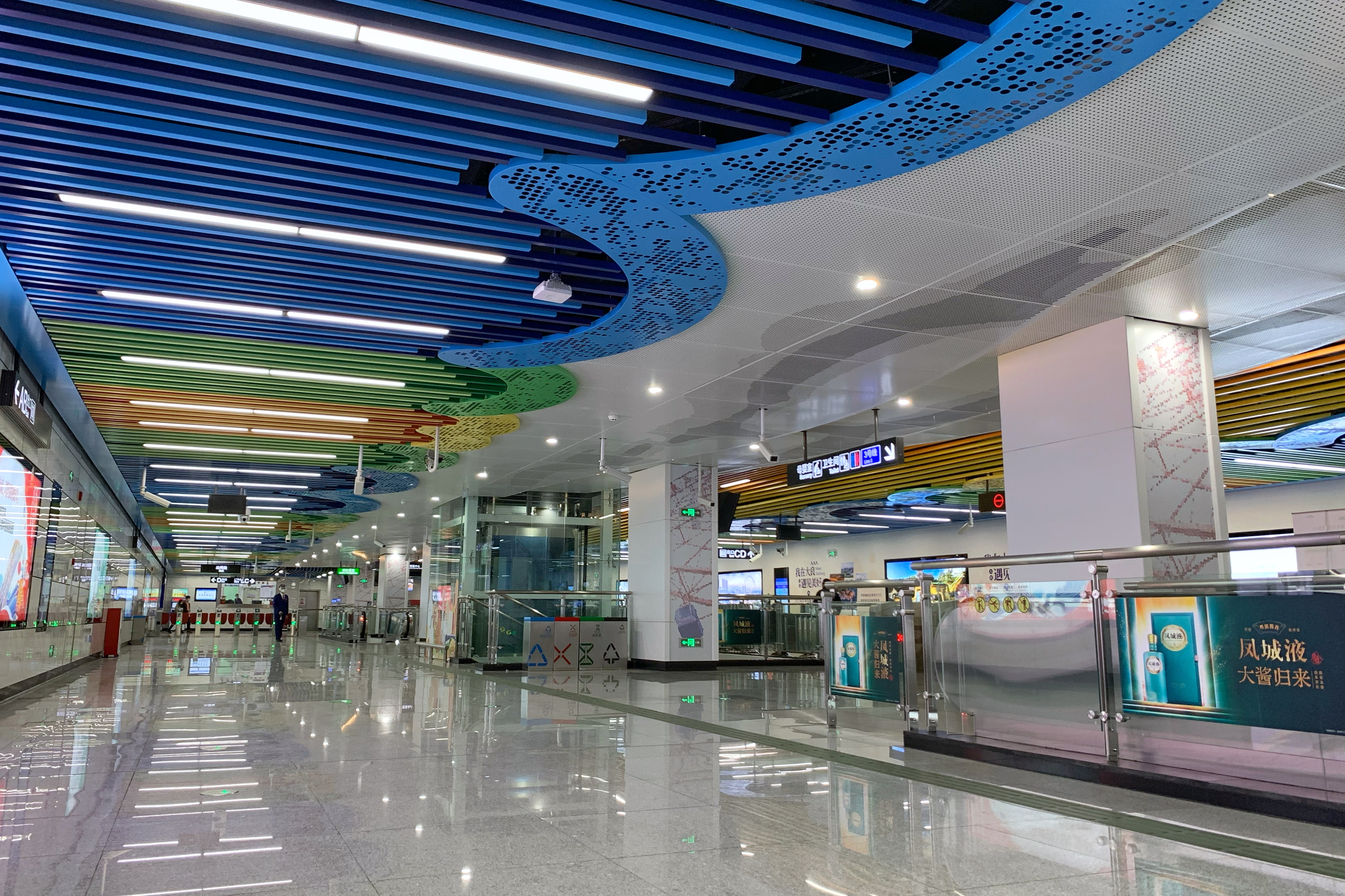
车站站厅

### 车站楼层
本站为地下二层11米岛式车站，全长204.7米，标准段宽度19.7米，建筑面积12,033平方米。
| 地下一层 | 站厅     | 售票机、客服中心、商店、警务室、安检设施  |  |  |
| 地下二层 | 1 站台   | █3号线 中山公园方向（下站：顺德一中）     |  |  |
|          | 岛式站台 |                                           |  |  |
|          | 2 站台   | █3号线 顺德学院站方向（下站：顺德学院站） |  |  |

### 站厅
本站是3号线首通段的其中一个特色车站，以“缤纷时光”为设计主题。车站通过提取周边景点的文化缤纷元素及海岸线的曲线元素，呈现主题游乐公园的欢乐气氛。

### 站台
本站设有一个岛式站台，位于环湖路的地底。

### 出入口
本站设有A、B、C、D四个出入口供乘客进出，分布于环湖路南北两侧。
|                                           |                                                       |      |          |                                                    |
| 編號                                      | 设施                                                  | 图像 | 出口指示 | 建議前往的目的地                                   |
| A                                         | 盲道标志 · 无障碍通道标志 · 升降机标志 · 扶手电梯标志 |      | 欢乐大道 | 华侨城欢乐海岸PLUS公交站（东行）                   |
| B                                         | 扶手电梯标志                                          |      | 欢乐大道 | 玉成小学环湖校区、华侨城欢乐海岸PLUS公交站（西行） |
| C                                         | 盲道标志 · 无障碍通道标志 · 升降机标志 · 扶手电梯标志 |      | 欢乐大道 | 华侨城欢乐海岸PLUS公交站（西行）                   |
| D                                         | 扶手电梯标志                                          |      | 欢乐大道 | 华侨城欢乐海岸PLUS公交站（东行）                   |
| 註： 設有 \| 設有 \| 設有 \| 設有扶手電梯 |                                                       |      |          |                                                    |

## 接驳交通
| 巴士（华侨城欢乐海岸PLUS站） \| 编号 \| 编号 \| 线路 \| 线路 \| 线路 \| 收费 \| 备注 \| \| ---- \| ---------------------------- \| ---------------------- \| ---- \| ------------------ \| ---- \| ---- \| \| \| 311 \| 新熹三路北 \| ⇆ \| 华侨城主题公园 \| 2元 \| \| \| \| 316 \| 顺达生活区 \| ⇆ \| 澄海路首末站 \| 2元 \| \| \| \| 320 \| 暨大顺德医院公交首末站 \| ⇆ \| 顺峰公交枢纽站 \| 2元 \| \| \| \| M3005顺德欢乐海岸 地铁接驳线 \| 华侨城欢乐海岸PLUS \| ↻ \| 华侨城欢乐海岸PLUS \| 2元 \| \| |                              |                        |      |                    |      |      |
| 编号 | 编号                         | 线路                   | 线路 | 线路               | 收费 | 备注 |
| | 311                          | 新熹三路北             | ⇆    | 华侨城主题公园     | 2元  |      |
| | 316                          | 顺达生活区             | ⇆    | 澄海路首末站       | 2元  |      |
| | 320                          | 暨大顺德医院公交首末站 | ⇆    | 顺峰公交枢纽站     | 2元  |      |
| | M3005顺德欢乐海岸 地铁接驳线 | 华侨城欢乐海岸PLUS     | ↻    | 华侨城欢乐海岸PLUS | 2元  |      |

## 历史
本站在规划和施工阶段被称为逢沙站，2022年定名为顺德欢乐海岸站，以车站邻近的华侨城欢乐海岸PLUS景区命名。
3号线于2012年获批时，本站设置于逢沙村南侧；2015年3号线规划调整，本站移至逢沙村西侧。相关调整方案于2019年3月28日获广东省发改委批复同意。
车站主体结构于2019年12月16日顺利封顶，2021年3月19日移交机电施工。2021年5月23日，本站至创意园站（现顺德一中站）区间双线顺利贯通。2022年7月31日，本站通过工程验收。
2022年12月28日，本站随3号线开通而启用。